# David Rotheray

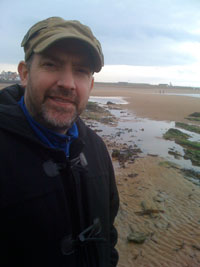
David Rotheray

David Rotheray (geboren am 9. Februar 1963 in Hull, England) ist ein englischer Rock- und Popmusiker, der vor allem als Leadgitarrist der Band The Beautiful South bekannt ist.

## Karriere

### Anfänge
Rotheray wurde als jüngstes von fünf Kindern geboren. Seine Eltern waren beide Intellektuelle und hatten sich über die Young Communist League kennengelernt. Die Tatsache, dass er viel ältere Geschwister hatte, beschleunigte seine musikalische Entwicklung; im Alter von 10 Jahren hörte er bereits Rockmusik und stellte sich vor, in einer Band zu spielen. Sein Lieblingsinstrument war damals die Bassgitarre.

### Mammoth
Im Alter von 13 Jahren trat Rotheray seiner ersten Band bei: Mammoth. Bei einem Schulkonzert den damals aktuellen Sex-Pistols-Song Pretty Vacant" ohne Mikrofon aufführte. Zudieser Zeit war Rotheray von Progressive Rock , wie Pink Floyd, beeinflusst. Seine Eltern fuhren ihn zu den Auftritten in die Clubs. Aus Mammoth zu wurden The Newpolitans. Sowohl bei Mammoth als auch bei den Newpolitans spielte Hugh Whitaker am Schlagzeug, der später Schlagzeuger bei The Housemartins wurde. Bei den Newpolitans spielte später auch Dave Hemingway Schlagzeug, der ebenfalls Schlagzeuger bei den Housemartins und dann Sänger bei Beautiful South wurde.
Der Stil der Newpolitans war eine Mischung aus den gängigen Musikstilen, vom Style Council bis zur Gang of Four.
Bevor er Tontechniker und Songschreiber wurde, arbeitete David in der Süßwarenfabrik Needler's (als Monteur), im Sorrento Chip Shop (später „Double Happiness Chinese/English Takeaway“) als Kartoffelschäler und im Willis Ludlow's Dept Store (Bodenbelagsabteilung, Lager). Er besuchte auch die Sir Henry Cooper High School (1976–1981) und studierte dann Psychologie an der Universität Hull (1981–1988), wo er vier Jahre lang in der Forschungsgruppe für Bildungstechnologie arbeitete.

### The Beautiful South
Während seines Promotionsstudiums an der Universität Hull lernte Rotheray Paul Heaton kennen, der die Band Beautiful South gründete, und sie begannen, gemeinsam Songs zu schreiben und 1988 bei Go! Discs  unterschrieben. Die folgenden 19 Jahre brachte die Band 10 Alben und mehrere Compilations heraus. Die Band trennte sich 2007.

### Andere Projekte
Im Jahr 2001 veröffentlichte Heaton das Album Fat Chance. Da jedoch die meisten Stücke auf Fat Chance von Heaton oder mit anderen Mitwirkenden als Rotheray geschrieben wurden, wurde beschlossen, dass auch Rotheray ein Nebenprojekt haben sollte, während The Beautiful South eine Aufnahmepause einlegten: Homespun.
Homespun bestand ursprünglich aus Rotheray und Sam Brown. Die Band veröffentlichte drei Alben. Brown wurde durch Helen 'Aitch' McRobbie als Leadsängerin ersetzt, bevor sich Homespun 2008 auflöste.
Als sich Rotheray von der Musik zurückzog, dachte David nicht, dass er jemals wieder eine Gitarre in die Hand nehmen würde. Doch er eröffnete 2016 einen Pub in Hull (The People’s Republic) und die Geschichten und Erzählungen seiner Gäste waren so verlockend, das daraus 2017 das Album „Songs Behind Bars“ und die Band Prosecco Socialist entstand.